# Tiểu phần lớn ở nhân thực (60S)
Các hạt ribosome được phân biệt theo hệ số lắng của chúng với đơn vị là Svedberg (S). Tiểu phần 60S là tiểu đơn vị lớn của ribosome 80S của sinh vật nhân chuẩn. Tiểu phần này có cấu trúc và chức năng liên quan đến tiểu phần 50S của ribosome 70S ở bọn nhân sơ. Tuy nhiên, tiểu đơn vị 60S là lớn hơn nhiều so với tiểu đơn vị 50S của nhân sơ và chứa nhiều phân đoạn protein bổ sung, cũng như các đoạn mở rộng ARN ribosome.

## Cấu trúc chung
Đặc điểm đặc trưng của tiểu đơn vị lớn, được hiển thị bên dưới trong "Crown View", bao gồm một vùng lồi lên ở trung tâm (CP) và hai nhánh hai bên, được đặt tên theo thành phần protein vi khuẩn của chúng (nhánh L1 ở bên trái như được thấy từ mặt trong tiểu đơn vị và nhánh L7 / L12 ở bên phải). Có ba vị trí cho tRNA gắn vào, là miền A, miền P và miền E (xem bài viết về Dịch mã để biết chi tiết). Lõi của tiểu đơn vị 60S được hình thành bởi RNA ribosome 28S (viết tắt là 28S rRNA), tương đồng với rRNA 23S ở nhân sơ, cũng góp phần vào vị trí hoạt động (lõi của peptidyl transferase, PTC) của ribosome. rRNA lõi được đi kèm với hàng chục protein. Trong hình "Cấu trúc tinh thể của tiểu đơn vị ribosome nhân thực 60S từ T. thermophila", lõi rRNA được biểu diễn là một dải màu xám và các đoạn mở rộng được thể hiện bằng màu đỏ. Protein có tương đồng ở cả sinh vật nhân chuẩn, vi sinh vật cổ và vi khuẩn được thể hiện là dải màu xanh. Protein chỉ được giống nhau giữa các sinh vật nhân chuẩn và vi sinh vật cổ được thể hiện là các dải màu cam và các protein đặc trưng cho sinh vật nhân chuẩn được biểu hiện là các dải màu đỏ.
Cấu trúc tinh thể của tiểu phần ribosome 60S ở sinh vật nhân thực từ T. thermophila
- Tiểu phần 60S nhìn từ mặt trong tiểu phần, PDB chỉ ra 4A17, 4A19
- Tiểu phần 60S nhìn từ mặt tiếp xúc với dung môi, PDB chỉ ra 4A17, 4A19

## Các protein ribosome của tiểu phần 60S
Bảng "Protein ribosome 60S" cho thấy các nếp gấp protein riêng lẻ của tiểu đơn vị 60S vẫn sử dụng mã màu như trên. Các phần mở rộng cụ thể của sinh vật nhân thực, từ một vài chuỗi bên hoặc vòng lặp đến các xoắn alpha rất dài và các miền bổ sung, đều được đánh dấu bằng màu đỏ.
Trong lịch sử, các thuật ngữ khác nhau đã được sử dụng cho các protein ribosome. Ví dụ, các protein đã được đánh số theo tính chất di chuyển của chúng trong các thí nghiệm điện di gel. Do đó, các tên gọi khác nhau có thể chỉ các protein tương đồng từ các sinh vật khác nhau, trong khi các tên giống hệt nhau lại không nhất thiết biểu thị các protein giống nhau. Bảng "Protein ribosome 60S" liên kết chéo các tên protein ribosome của con người mà tương đồng ở nấm men, vi khuẩn và vi sinh vật cổ. Thông tin thêm có thể được tìm thấy trong cơ sở dữ liệu gen protein ribosome (RPG).
| Cấu trúc (Nhân thực) | H. sapiens | amino acid | Bảo thủ | S. cerevisiae | Tương đồng ở Vi khuẩn (E. coli) | Tương đồng ở Vi sinh vật cổ |
| -------------------- | ---------- | ---------- | ------- | ------------- | ------------------------------- | --------------------------- |
|                      | RPLP0      | 318        | EAB     | P0            | L10                             | L10                         |
|                      | RPL3       | 404        | EAB     | L3            | L3                              | L3                          |
|                      | RPL4       | 428        | EAB     | L4            | L4                              | L4                          |
|                      | RPL5       | 298        | EAB     | L5            | L18                             | L18p                        |
|                      | RPL6       | 289        | E       | L6            | n/a                             | n/a                         |
|                      | RPL7       | 254        | EAB     | L7            | L30                             | L30                         |
|                      | RPL7A      | 267        | EA      | L8            | n/a                             | L7Ae                        |
|                      | RPL8       | 258        | EAB     | L2            | L2                              | L2                          |
|                      | RPL9       | 193        | EAB     | L9            | L6                              | L6                          |
|                      | RPL10      | 215        | EAB     | L10           | L16                             | L10e                        |
|                      | RPL11      |            | EAB     | L11           | L5                              | L5                          |
|                      | RPL13      |            | EA      | L13           | n/a                             | L13e                        |
|                      | RPL13A     | 204        | EAB     | L16           | L13                             | L13                         |
|                      | RPL14      | 221        | EA      | L14           | n/a                             | L14e                        |
|                      | RPL15      | 205        | EA      | L15           | n/a                             | L15e                        |
|                      | RPL17      | 185        | EAB     | L17           | L22                             | L22                         |
|                      | RPL18      | 189        | EA      | L18           | n/a                             | L18e                        |
|                      | RPL18A     | 177        | EA      | L20           | n/a                             | Lx                          |
|                      | RPL19      | 197        | EA      | L19           | n/a                             | L19                         |
|                      | RPL21      | 161        | EA      | L21           | n/a                             | L21e                        |
|                      | RPL22      | 129        | E       | L22           | n/a                             | n/a                         |
|                      | RPL23      | 141        | EAB     | L23           | L14                             | L14p                        |
|                      | RPL23A     | 157        | EAB     | L25           | L23                             | L23                         |
|                      | RPL24      | 158        | EA      | L24           | n/a                             | L24e                        |
|                      | RPL26      | 146        | EAB     | L26           | L24                             | L24                         |
|                      | RPL27      | 137        | E       | L27           | n/a                             | n/a                         |
|                      | RPL27A     | 149        | EAB     | L28           | L15                             | L15                         |
|                      | RPL28      |            | E       | n/a           | n/a                             | n/a                         |
|                      | RPL29      |            | E       | L29           | n/a                             | n/a                         |
|                      | RPL30      | 116        | EA      | L30           | n/a                             | L30e                        |
|                      | RPL31      | 126        | EA      | L31           | n/a                             | L31e                        |
|                      | RPL32      | 136        | EA      | L32           | n/a                             | L32e                        |
|                      | RPL34      | 118        | EA      | L34           | n/a                             | L34e                        |
|                      | RPL35      | 124        | EAB     | L35           | L29                             | L29                         |
|                      | RPL35A     |            | EA      | L33           | n/a                             | L35Ae                       |
|                      | RPL36      | 106        | E       | L36           | n/a                             | n/a                         |
|                      | RPL36A     | 107        | EA      | L42           | n/a                             | L44e                        |
|                      | RPL37      | 98         | EA      | L37           | n/a                             | L37e                        |
|                      | RPL37A     |            | EA      | L43           | n/a                             | L37Ae                       |
|                      | RPL38      |            | EA      | L38           | n/a                             | L38e                        |
|                      | RPL39      | 52         | EA      | L39           | n/a                             | L37Ae                       |
|                      | RPL40      | 129        | EA      | L40           | n/a                             | L40e                        |